# Éducation spéciale (film)
Pour plus de détails, voir Fiche technique et Distribution.
Éducation spéciale (Specijalno vaspitanje) est un film yougoslave réalisé par Goran Marković, sorti en 1977.

## Synopsis
Après avoir été transféré dans un centre de détention pour enfants, Pera Trta fait la connaissance d'un adulte qui possède une pédagogie très particulière...

## Fiche technique
- Titre original : Specijalno vaspitanje
- Titre français : Éducation spéciale
- Réalisation et scénario : Goran Marković
- Costumes : Nadezda Perovic
- Photographie : Zivko Zalar
- Montage : Vuksan Lukovac
- Musique : Zoran Simjanović
- Pays d'origine : Yougoslavie
- Format : Couleurs - 35 mm - Mono
- Genre : drame
- Durée : 110 minutes
- Date de sortie :
  - Yougoslavie : 28 avril 1977

## Distribution
- Slavko Štimac : Pera 'Trta'
- Bekim Fehmiu : Vaspitac Zarko Munizaba
- Ljubiša Samardžić : Milicioner Cane
- Aleksandar Berček : Ljupce